# 타부아 (피지)
타부아(피지어: Tavua)는 피지의 도시로 비치레부섬의 바주에 위치한다. 면적은 100km2, 인구는 2,388명(2007년 기준)이다. 난디에서 동쪽으로 91km 정도 떨어진 곳에 위치하며, 바투쿨라 광산으로부터 9km 북쪽에 위치한다.